# Alexei Roibu
Alexei Roibu (n. 17 noiembrie 1954, satul Sadaclia, RSS Moldovenească, URSS, astăzi în Republica Moldova) este un general din Republica Moldova, care a îndeplinit funcția de Ministru al Afacerilor Interne al Republicii Moldova (2011-2012) și funcția de director al Centrului pentru Combaterea Crimelor Economice și Corupției (2002-2004).

## Biografie
Alexei Pavel Roibu s-a născut la data de 17 noiembrie 1954, în satul Sadaclia din raionul Cimișlia (astăzi raionul Basarabeasca). A absolvit cursurile Universității Agrare din Chișinău (1976) și ulterior pe cele ale Facultății de Drept din cadrul Universității Libere Internaționale din Moldova (1998).
După absolvirea facultății, revine în satul natal unde lucrează la gospodăria agricolă de acolo în calitate de specialist principal de ramură. La vârsta de 22 de ani, este numit ca director-adjunct al Direcției Agricole a Comitetului executiv raional Cimișlia. 
După ce a absolvit cursurile superioare de pe lângă Comitetul Securității de Stat al URSS, și-a început activitatea în cadrul Comitetului de Stat pentru Securitate al RSS Moldovenească în funcția de împuternicit operativ. Este avansat pe rând în funcțiile de șef de secție, șef de direcție și director adjunct al Serviciului de Informații și Securitate.
La data de 12 februarie 2002, i s-a acordat gradul militar de general de brigadă. Prin decret prezidențial, la 20 februarie 2002, președintele Vladimir Voronin l-a eliberat pe Alexei Roibu din funcția de director adjunct al Serviciului de Informații și Securitate (SIS) al Republicii Moldova. 
În vara anului 2002, a fost numit în funcția de director al Centrului pentru Combaterea Crimelor Economice și Corupției (CCCEC), instituție nou-creată la inițiativa președintelui Vladimir Voronin în scopul “stârpirii corupției”. În această funcție, a contribuit la reorganizarea organelor de control, precum și la perfecționarea legislației în domeniul dreptului economic. A fost decorat cu înalte distincții de stat.
În martie 2004, la ședința Consiliului Suprem de Securitate au fost demascate afaceri frauduloase cu făina de import din Republica Moldova, iar activitatea organelor de stat abilitate să efectueze un control riguros asupra acestui proces a fost considerată ca nesatisfăcătoare și justificările conducătorilor instituțiilor vizate ca inadecvate, Guvernul l-a demis pe Alexei Roibu din funcția de șef al Centrului pentru Combaterea Crimelor Economice și Corupției (CCCEC), înlocuindu-l cu Valentin Mejinschi. 
Între 2004 și 2009 a lucrat ca avocat.
Prin Decretul președintelui interimar al Republicii Moldova Nr.106-V din 17 decembrie 2009 este numit în funcția de director general al Serviciului Grăniceri, comandant al Trupelor de Grăniceri, fiind în funcție până în ianuarie 2011.
Pe 14 ianuarie 2011 a fost numit în funcția de Ministru al Afacerilor Interne al Republicii Moldova în cabinetul condus de Vlad Filat. A fost înaintat din partea Partidului Liberal Democrat din Moldova. A fost în funcție până la 24 iulie 2012, când a fost înlocuit de Dorin Recean.
Este căsătorit și are doi copii.